# Fotballklubben Bodø/Glimt 2009
Questa voce raccoglie le informazioni riguardanti il Fotballklubben Bodø/Glimt nelle competizioni ufficiali della stagione 2009.

## Rosa
| N. |                     | Ruolo | Calciatore              |
| -- | ------------------- | ----- | ----------------------- |
| 1  | Estonia (bandiera)  | P     | Pavel Londak            |
| 2  | Norvegia (bandiera) | D     | Karl Morten Eek         |
| 3  | Norvegia (bandiera) | D     | Per Verner Rønning      |
| 4  | Norvegia (bandiera) | D     | Johan Lædre Bjørdal     |
| 5  | Liberia (bandiera)  | D     | Willis Forko            |
| 6  | Norvegia (bandiera) | C     | Stian Theting           |
| 7  | Norvegia (bandiera) | C     | Runar Berg              |
| 8  | Brasile (bandiera)  | C     | Thiago Martins          |
| 10 | Norvegia (bandiera) | A     | Jan-Derek Sørensen      |
| 11 | Norvegia (bandiera) | D     | Mounir Hamoud           |
| 12 | Norvegia (bandiera) | P     | Jonas Kolstad           |
| 14 | Norvegia (bandiera) | A     | Trond Fredrik Ludvigsen |
| 15 | Belgio (bandiera)   | D     | Akwasi Oduro            |
| 16 | Norvegia (bandiera) | A     | Stig Johansen           |

| N. |                     | Ruolo | Calciatore                   |
| -- | ------------------- | ----- | ---------------------------- |
| 17 | Norvegia (bandiera) | D     | Ruben Imingen                |
| 18 | Norvegia (bandiera) | C     | Christian Berg               |
| 19 | Norvegia (bandiera) | A     | Håvard Sakariassen           |
| 21 | Norvegia (bandiera) | C     | Daniel Stensland             |
| 22 | Norvegia (bandiera) | D     | Even Iversen                 |
| 22 | Norvegia (bandiera) | C     | Morten Bjørnskau Johannessen |
| 23 | Norvegia (bandiera) | C     | Anders Ågnes Konradsen       |
| 25 | Norvegia (bandiera) | P     | Ivar Andreas Forn            |
| 25 | Norvegia (bandiera) | P     | Kristian Nikolaisen          |
| 26 | Norvegia (bandiera) | C     | André Hanssen                |
| 27 | Norvegia (bandiera) | A     | Stefan Johansen              |
| 28 | Estonia (bandiera)  | D     | Alo Bärengrub                |
| 29 | Norvegia (bandiera) | C     | Thomas Rønning               |

## Risultati

### Campionato

#### Girone di andata
| Arbitro: | Sandmoen |

|             |           |             |
| Martins 71’ | Marcatori | 41’ Shabani |

| Arbitro: | Sælen (Bergen) |

|                                       |           |                |
| Thioune 27’ P. Diouf 60’ M. Diouf 76’ | Marcatori | 86’ P. Rønning |

| Arbitro: | Hafsås |

|  |           |                         |
|  | Marcatori | 47’ Berget 56’ Knudtzon |

| Arbitro: | Johnsen |

|                |           |  |
| P. Rønning 64’ | Marcatori |  |

| Arbitro: | Hagen (Grue) |

|             |           |                   |
| Nystuen 52’ | Marcatori | 90’ Sti. Johansen |

| Arbitro: | Helgerud (Lier) |

|  |           |                  |
|  | Marcatori | 34’, 78’ Nielsen |

| Arbitro: | Sælen (Bergen) |

|                                         |           |                   |
| Soma 48’ (rig.) Danielsen 59’ Nisja 63’ | Marcatori | 66’ Sti. Johansen |

| Arbitro: | Moen (Haugesund) |

|                                |           |                     |
| Ludvigsen 2’ Sti. Johansen 68’ | Marcatori | 89’ (rig.) Nannskog |

| Tromsø 16 maggio 2009, ore 18:00 CEST 9ª giornata | Tromsø  | 0 – 0 referto | Bodø/Glimt | Alfheim Stadion (7.492 spett.)\| Arbitro: \| Staberg \| |
| Arbitro:                                          | Staberg |               |            |                                                         |

| Arbitro: | Hafsås |

|                                           |           |  |
| T. Rønning 24’ Ludvigsen 47’ Sørensen 70’ | Marcatori |  |

| Arbitro: | Helgerud (Lier) |

|                                            |           |  |
| Goodson 43’ Fevang 71’ Stokkelien 73’, 79’ | Marcatori |  |

| Arbitro: | Edvartsen (Hamar) |

|  |           |                                      |
|  | Marcatori | 52’ Sapara 68’ Olsen 72’, 84’ Tettey |

| Arbitro: | Moen (Haugesund) |

|                                               |           |  |
| Lekven 15’ Storbæk 32’ Fevang 51’, 68’ (rig.) | Marcatori |  |

| Arbitro: | Staberg |

|               |           |           |
| Stensland 41’ | Marcatori | 20’ Riise |

| Arbitro: | Johnsen |

|                              |           |             |
| Zajić 6’ Moh. Abdellaoue 90’ | Marcatori | 53’ Martins |

#### Girone di ritorno
| Arbitro: | Øvrebø (Oslo) |

|                               |           |                          |
| Wehrman 39’ (rig.) Borges 78’ | Marcatori | 25’ Hamoud 43’ Konradsen |

| Arbitro: | Sandmoen (Bergen) |

|                           |           |                                                 |
| Martins 11’ Konradsen 41’ | Marcatori | 20’ P. Diouf 34’ M. Diouf 61’ Hoseth 89’ Ertsås |

| Arbitro: | Sælen (Bergen) |

|  |           |                       |
|  | Marcatori | 33’ (aut.) Sigurðsson |

| Arbitro: | Hafsås |

|                                                       |           |                               |
| Bjarnason 4’ (rig.) Austin 27’ Huseklepp 56’ Moen 82’ | Marcatori | 22’ Martins 90’ Sti. Johansen |

| Arbitro: | Helgerud (Lier) |

|               |           |  |
| Bärengrub 58’ | Marcatori |  |

| Arbitro: | Øvrebø (Oslo) |

|                        |           |  |
| Lustig 59’ Iversen 68’ | Marcatori |  |

| Arbitro: | Staberg |

|                                      |           |  |
| Sigurðsson 45’ (aut.) P. Rønning 57’ | Marcatori |  |

| Arbitro: | Johnsen |

|                    |           |             |
| Bjørdal 44’ (aut.) | Marcatori | 42’ Bjørdal |

| Arbitro: | Hauge (Bergen) |

|                   |           |             |
| Sti. Johansen 66’ | Marcatori | 86’ Vikstøl |

| Arbitro: | Hagen (Grue) |

|                            |           |                                  |
| Igiebor 7’ Sigurðarson 77’ | Marcatori | 37’ T. Rønning 45’ Sti. Johansen |

| Arbitro: | Helgerud (Lier) |

|  |           |                     |
|  | Marcatori | 53’ Zajić 81’ Singh |

| Arbitro: | Sandmoen |

|                                                  |           |  |
| P. Rønning 54’ (aut.) Nordkvelle 58’ Winsnes 89’ | Marcatori |  |

| Arbitro: | Sælen (Bergen) |

|                   |           |             |
| Sti. Johansen 90’ | Marcatori | 89’ Knarvik |

| Arbitro: | Edvartsen (Hamar) |

|                            |           |  |
| Kobayashi 45’ Nannskog 73’ | Marcatori |  |

| Arbitro: | Hagen (Grue) |

|            |           |            |
| Hamoud 69’ | Marcatori | 59’ Kovács |

### Coppa di Norvegia
| Silsand 10 maggio 2009, ore 18:00 CEST Primo turno | Senja     | 0 – 1 referto | Bodø/Glimt | Senja Stadion |
| \| \| \| \| \| \| Marcatori \| 43’ Bärengrub \|    |           |               |            |               |
|                                                    |           |               |            |               |
|                                                    | Marcatori | 43’ Bärengrub |            |               |

| Narvik 28 maggio 2009, ore 18:00 CEST Secondo turno                                | Mjølner   | 1 – 3 referto                      | Bodø/Glimt | Narvik Stadion |
| \| \| \| \| \| Markussen 47’ \| Marcatori \| 53’ Martins 65’ P. Rønning 70’ Eek \| |           |                                    |            |                |
|                                                                                    |           |                                    |            |                |
| Markussen 47’                                                                      | Marcatori | 53’ Martins 65’ P. Rønning 70’ Eek |            |                |

| Alta 17 giugno 2009, ore 18:00 CEST Terzo turno                          | Alta      | 3 – 0 referto | Bodø/Glimt | Finnmarkshallen |
| \| \| \| \| \| Haugli 44’ Andersen 52’ V. Braaten 69’ \| Marcatori \| \| |           |               |            |                 |
|                                                                          |           |               |            |                 |
| Haugli 44’ Andersen 52’ V. Braaten 69’                                   | Marcatori |               |            |                 |